# Lasiocala keithi
Lasiocala keithi är en skalbaggsart som beskrevs av Soula 2006. Lasiocala keithi ingår i släktet Lasiocala och familjen Rutelidae. Inga underarter finns listade i Catalogue of Life.